# Hansi (Haryana)

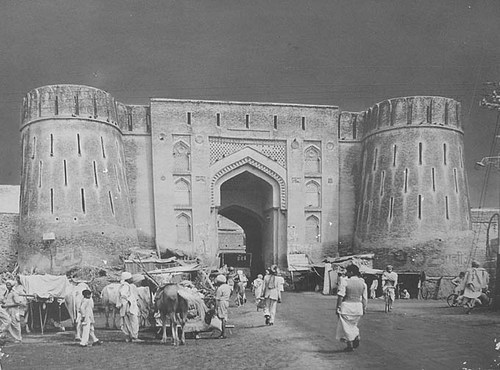
Hansi – Barsi-Gate

Hansi ist eine Stadt mit ca. 30.000 Einwohnern und seit 1995 ein Municipal Council mit insgesamt ca. 90.000 Einwohnern im Distrikt Hisar im nordwestindischen Bundesstaat Haryana.

## Lage und Klima
Die Stadt liegt am westlichen Rand der fruchtbaren Ganges- und Yamuna-Ebene in einer Höhe von ca. 225 m. Die Entfernung zur südwestlich gelegenen Bundeshauptstadt Neu-Delhi beträgt ca. 155 km (Fahrtstrecke). Das Klima ist überwiegend trocken und warm bis heiß; lediglich in der sommerlichen Monsunzeit (Juni–September) fällt ausreichend Regen (ca. 500 mm/Jahr).

## Bevölkerung
Ca. 97 % der Einwohner sind Hindus, jeweils etwa 1 % sind Sikhs und Jains und nur gut 0,5 % sind Moslems; der Rest entfällt auf Christen und Buddhisten etc. Der weibliche Bevölkerungsanteil ist ungefähr 12 % kleiner als der männliche.

## Wirtschaft
Das Umland von Hansi ist immer noch weitgehend agrarisch geprägt, wobei ein großer Teil auch auf die Viehzucht entfällt. Die Stadt selbst dient als Zentrum für Handel, Handwerk und Dienstleistungen aller Art.

## Geschichte
Möglicherweise lässt sich die Geschichte des Ortes auf die Zeit der mittelalterlichen Chauhan-Dynastie (bis 1192) zurückführen. In der Zeit des Sultanats von Delhi (1206–1526) und der anschließenden Mogulherrschaft (1526–ca. 1750) spielte die Stadt keine bedeutsame Rolle mehr; im Jahr 1778 wurde sie von den Marathen eingenommen und ab 1799 herrschten die Sikhs. Unter dem Usurpator George Thomas und den Briten (1803–1947) erhielt sie wieder eine gewisse Bedeutung.

## Sehenswürdigkeiten
- Eine weitgehend zerstörte Stadtmauer mit 5 Toren umschloss den Stadtkern. Das im Jahr 1303 unter Sultan Alaud-din Khilji aus Ziegelsteinen erbaute und möglicherweise während der Herrschaft Ibrahim Lodis (reg. 1517–1526) erneuerte und von zwei halbrund vorspringenden Bastionen eingefasste Barsi-Gate ist das bedeutendste.
- Hauptattraktion der Stadt ist das auf einem ca. 1 km nördlich des Ortes gelegene und vielleicht noch in die Zeit der Chauhan-Dynastie zurückreichende Asigarh-Fort. Hier wurden im Jahr 1982 mehrere Jain-Bronzen entdeckt, von denen einige vielleicht noch aus der Gupta-Zeit stammen.